# 埃文·詹金斯
埃文·梅瑞迪斯·詹金斯爵士，GCIE，KCSI（英語：Sir Evan Meredith Jenkins，1896年2月2日—1985年11月19日），是英国的殖民统治者，是印度旁遮普省的最后一位省督。